# 頭頸癌
頭頸癌（Head and Neck Cancers）是指位於頭頸部位，除了腦癌以外的其他惡性腫瘤。較常見有口腔癌、鼻咽癌，另外還有口咽癌、下咽癌、喉癌、鼻竇癌、唾液腺癌以及甲狀腺癌等。頭頸癌的常見部份包括口腔、鼻、喉嚨、鼻竇、唾液腺、喉頭等。頭頸癌的症狀包括有無法醫好的瘡或是硬塊、持續出現的喉嚨痛、吞嚥困難或是聲音的變化，若是有異常出血、面部腫脹、呼吸困難，也有可能是頭頸癌。
有75%的頭頸癌是因為喝酒或吸菸造成，其他危險因子包括嗜食檳榔、特定的人類乳突病毒感染、輻射暴露、特定工作暴露在有害物質下，以人類疱疹病毒第四型，頭頸癌也有可能是因為二手煙或是遺傳性疾病所造成。頭頸癌是鱗狀細胞癌中最常見的一種。診斷可以透過活體組織切片確認，擴散的程度可以透過醫學影像及血液检查來評估。
避免吸菸及喝酒可以減少頭頸癌的風險。針對一般民眾的癌症篩檢目前還看不出作用，不過篩檢高危險群，針對其喉部檢查可能有效果。若頭頸癌早期發現，一般是可以治療的，若是太晚診斷出來，預後多半不佳。治療方式會合併手術、放射線療法、化学疗法及靶向治疗。若治療過一次頭頸癌，復發的風險很高。
2015年全球有550萬人罹患頭頸癌（口腔的有240萬、喉嚨的有170萬、喉頭的有140萬），已造成超過379,000人死亡（口腔癌146,000、喉癌127,400、喉頭癌105,900）。頭頸癌合併來看，是第七常見的癌症，也是第九常見的癌症死因。美國約有1%的人曾罹患頭頸癌，男性罹患人數是女性的二倍，常見於55歲至65歲的成年人。在已開發國家，在診斷後的平均五年存活率為42-64%。

## 外部連結
- 台灣癌症防治網
- 癌症專有名詞中英文對照表 （页面存档备份，存于）